# 北門洗滌鹽廠

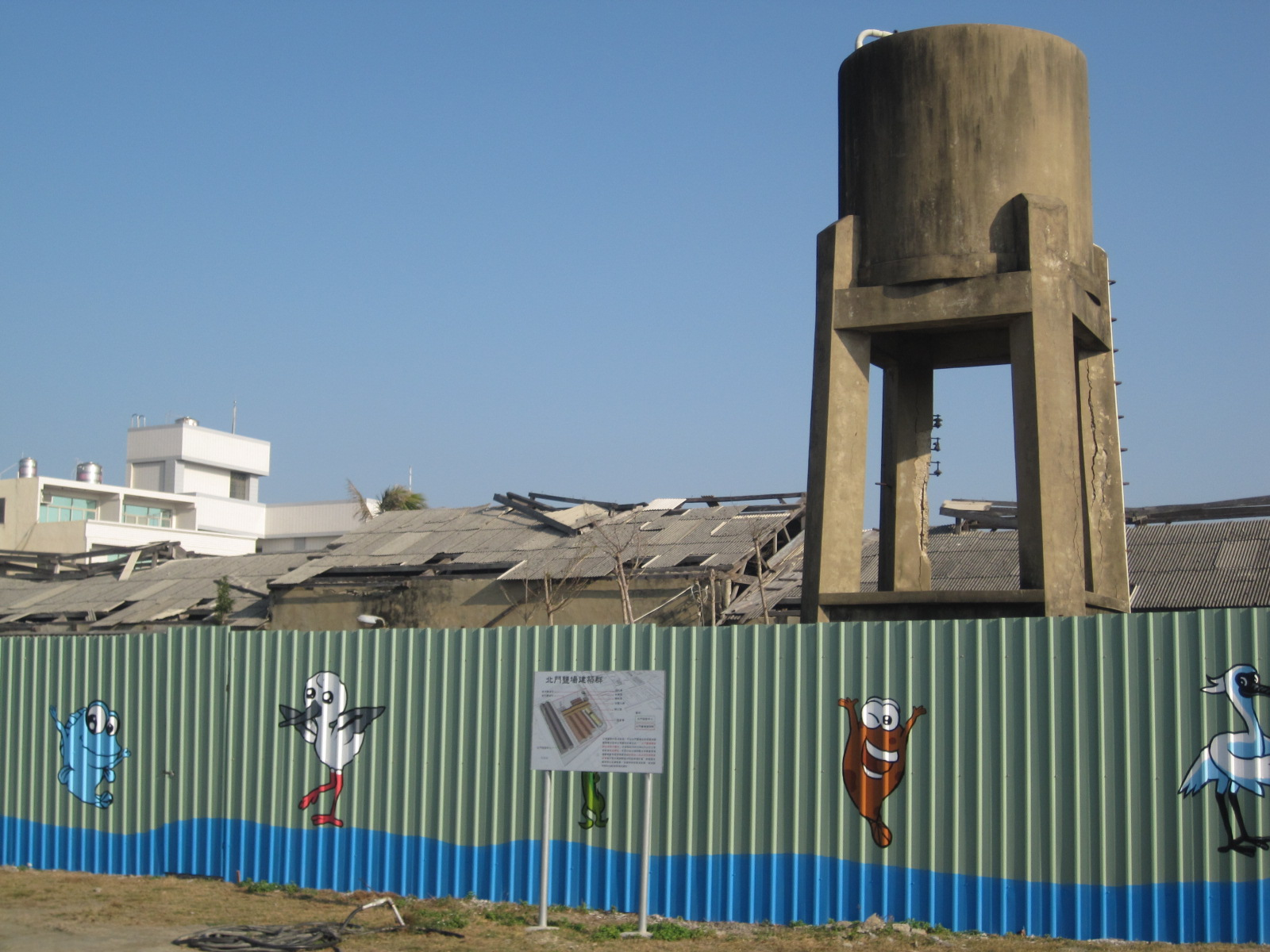
待整修的舊廠房

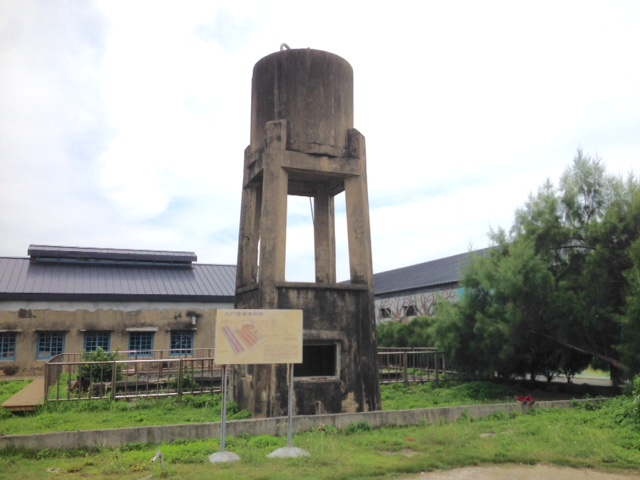
整修後的舊廠房

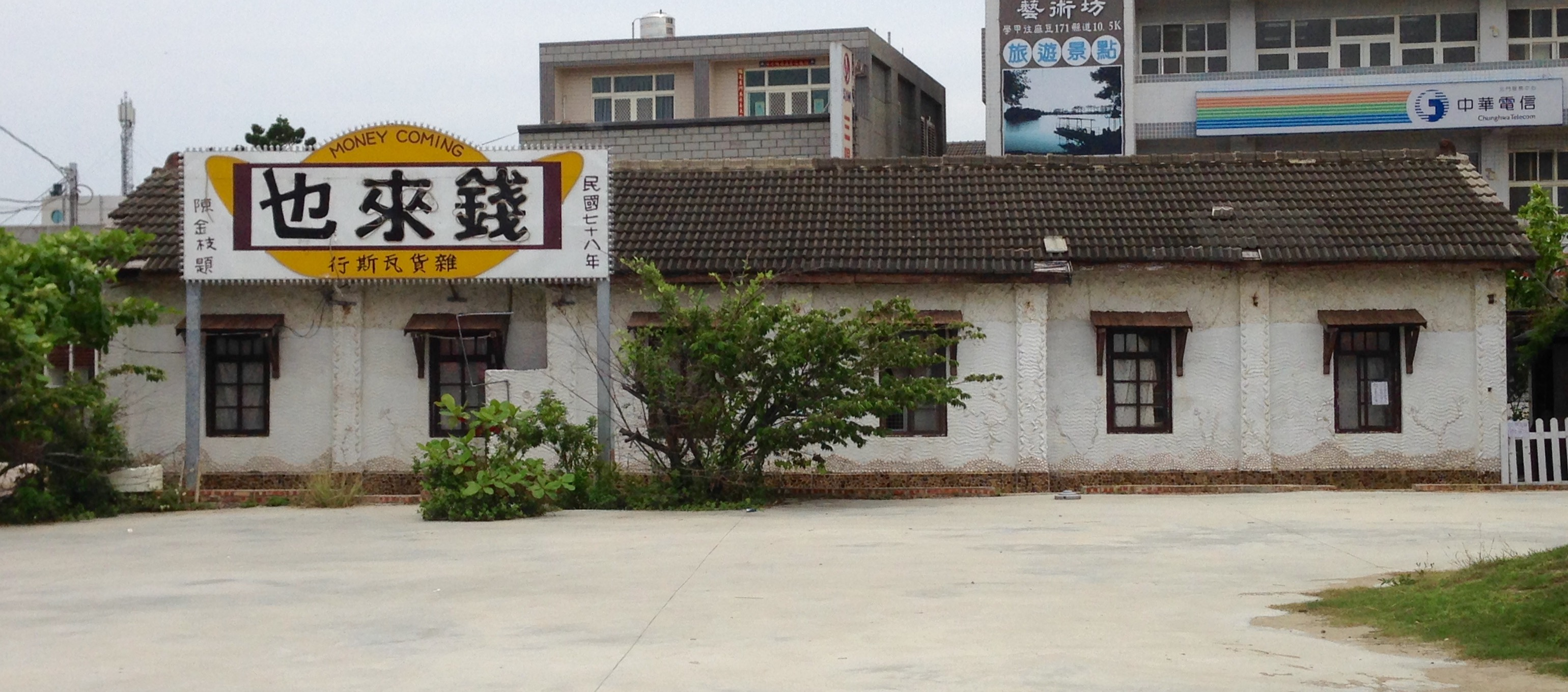
1952年建立的台鹽鹽工福利社，後來成為《王子變青蛙》場景－錢來也雜貨店。

北門洗滌鹽廠是臺鹽實業股份有限公司所擁有的精鹽廠，是接收日本時期的北門粉碎洗滌鹽工廠而來。該工廠在全盛時期每日產量達到300多公噸，由50名員工以三班制輪流上工，讓工廠24小時不停地運作。民國八十七年（1998年）停產後，由於是臺灣最早的現址洗鹽廠，故現以歷史建築的身分先後由臺南縣與臺南市政府管理。

## 沿革
該廠為臺灣總督府專賣局在臺灣日治時期的昭和十一年（1936年）5月動工興建，計劃上是預定年產18000公噸，而據《專賣局公報》，該廠在1940年與1941年的實際產量為17096公噸與18386公噸。
二次大戰結束後，該廠於1946年1月被臺灣省行政長官公署接收，民國四十一年（1952年）經臺灣製鹽總廠北門鹽場請工程師袁本茲參考日治時期資料動工修復後，於三年後恢復量產。後來到了1964年12月因有聯合國協助，開始生產加碘的細粒洗滌鹽，直到苗栗通宵精鹽廠完工量產後才轉而生產農漁業用的粗粒洗滌鹽。1978年4月該廠進行整建，並更新機器設備。該年10月完工後，令年產量一度上升到30000公噸，但該廠還是於民國八十七年（1998年）7月停產。
民國九十二年（2003年）6月，廠房及周邊設施以歷史建築的身分轉交給臺南縣政府，成為中華民國的文化資產。而在該年9月的世界古蹟日，該廠重新對外開放。行政區劃改制後，改由臺南市政府管理。

## 特色
該廠房為木構建築，是臺灣日治時期由總督府專賣局所建的四大洗滌鹽廠中唯一僅存者，曾經是臺灣食鹽的主要供應地，也是臺灣產製的加碘鹽之原始工廠，在臺灣鹽業史上有一定的重要性。